# Ивана Бърлич-Мажуранич
Ивана Бърлич-Мажуранич (на хърватски: Ivana Brlić-Mažuranić) е хърватска писателка, есеистка, поетеса, добила национално и международно признание като най-добрата хърватска детска писателка.
Тя е първата членка на тогавашната Югославска академия на науките и изкуствата, днес с предишното си име Хърватска академия на науките и изкуствата. Предлагана е 4 пъти за Нобелова награда за литература.
На български са преведени нейните книги „Чудните приключения на чирака Хлапич“ (1913) и „Приказки от стари времена“ (1916), в превод на Христиана Василева.

## Биография
Ивана Мажуранич е родена на 18 април 1874 г. в Огулин, в известния хърватски род Мажуранич. Тя е най-голямото от общо 4 деца в семейството, заедно с братята ѝ Божидар и Желимир и сестра ѝ Александра. Баща ѝ Владимир Мажуранич е писател, адвокат и историк, автор на „Хърватски речник по история и право“, издаден през 1882 година. Дядо ѝ е известният политик и поет бан Иван Мажуранич. Баба ѝ Александра Мажуранич е сестра на Димитрия Деметер, известен писател и деец от движението за хърватско национално възраждане, познато като илиризъм.
В голяма степен Ивана е обучавана у дома, наблягайки на чуждите езици – немски, френски, английски. В детските ѝ години семейството ѝ се мести няколко пъти – първо в Карловац, после в Ястребарско, отново в Карловац и накрая в Загреб.
На 18 април 1892 година Ивана Мажуранич сключва брак с 12 години по-възрастния от нея Ватрослав Бърлич – политик и обещаващ юрист, и се мести да живее с него в Брод на Слави, днес Славонски брод, където остава през по-голямата част от живота си. Със съпруга си имат 7 деца: Нада (р. 1893), Иван (р. 1894), Владимир (р. 1895, починал скоро след раждането), Зора (р. 1897), Зденка (р. 1899), Никола (р. 1902, починал скоро след раждането), а последното им дете Неделка се ражда чак през 1917 година. Ивана се отдава на грижите за семейството си и образованието на децата си, тъкмо в тях тя намира „валидна“ причина да се отдаде на писането. Започва да води дневник и да пише поезия и есета на сравнително млада възраст, но творбите ѝ не виждат бял свят преди началото на XX век.
От 1902 до 1916 година публикува 5 книги, с които постепенно израства като зряла писателка и става изветсна. Нейни разкази и статии, като например поредица от образователни статии под заглавие „Училище и ваканции“, започват по-често да се печатат в списания след 1903 година. През 1913 година е публикувана книгата ѝ „Чудните приключения на чирака Хлапич“ (Čudnovate zgode i nezgode šegrta Hlapića) и с нея привлича вниманието на литературната критика.
Особено важна е книгата ѝ „Приказки от стари времена“ (Priče iz davnine), издадена през 1916 година, съдържаща измислени от нея приказки, чиито мотиви и имена на героите обаче са базирани на хърватския прочит на славянската митология. Тази книга ѝ носи широка известност и ѝ печели прозвището „Хърватски Андерсен“.
1920-те години за Ивана Бърлич-Мажуранич са години на непрестанно писане; тогава се появяват и първите преводи на чужди езици на нейните книги – най-вече благодарение на усилията и контактите на нейния брат Желимир Мажуранич. През 1924 г. сборникът „Приказки от стари времена“ е преведен на английски и публикуван в Лондон от издателство „Allen & Unwin“, което 10 години по-късно публикува „Хобитът“ на Дж. Р. Р. Толкин. През 1929 година е приета за член на ПЕН клуба. Десетилетието обаче е белязано от смъртта на съпруга ѝ Ватрослав (1923) и на баща ѝ Владимир (1928).
През 1931 година тогавашният председател на Югославската академия на науките и изкуствата историкът Гавро Манойлович номинира Ивана Бърлич-Мажуранич за Нобелова награда за литература. Това е първата от общо 4 неуспешни номинации за писателката: следват номинации през 1935 година от Манойлович, а през 1937 и 1938 година към номинациите на Манойлович се присъединява и новоизбраният председател на Академията философът Алберт Базал. През 1937 Ивана Бърлич-Мажуранич е избрана за първата жена, приета като дописен член (член-кореспондент) на Югославската академия на науките и изкуствата. В този период Бърлич-Мажуранич продължава да води социален живот, пътува много и пише.
След смъртта обаче на съпруга ѝ и на баща ѝ писателката започва да страда от пристъпи на депресия и безпаричие. На няколко пъти се мести, опитвайки се със скромните си доходи да устрои живота си заедно с непълнолетната си дъщеря Неделка. Постъпва в санаториум (1938) в Загреб, където слага край на живота си на 21 септември 1938 година. Преди смъртта си така и не узнава за направената от Манойлович и Базал четвърта нейна номинация за Нобелова награда.